# Maks Barskich
Maks Barskych (ukr. Макс Барських), właśc. Mykoła Mykołajowycz Bortnyk (ukr. Микола Миколайович Бортник; ur. 8 marca 1990 w Chersoniu) – ukraiński piosenkarz, autor tekstów, aktor i model.

## Życiorys

### Rodzina i edukacja
Dorastał w Chersoniu w rosyjskojęzycznej rodzinie. Ma brata, który jest marynarzem. Kiedy miał 11 lat, jego ojciec zostawił rodzinę.
Ukończył naukę w klasie malarskiej Chersońsko-Taurydzkiego Liceum Sztuk Pięknych. Kiedy miał 18 lat, opuścił rodzinne miasto. Uczył się na Wydziale Wokalnym Miejskiej Akademii Sztuki Cyrkowej i Estradowej w Kijowie.

### Kariera zawodowa
Kiedy mia 12 lat, napisał swój pierwszy anglojęzyczny utwór. W 2008 wziął udział w drugiej edycji programu rozrywkowego Fabryka zirok 2, ale po kilku tygodniach zrezygnował z dalszego udziału, odchodząc z show wraz z producentem Alanem Badojewem i kilkoma stylistami. W 2009 wydał swój debiutancki album studyjny pt. 1:Max Barskih. W 2010 wystąpił z utworem „Biełyj woron” w finale ukraińskich eliminacji do 55. Konkursu Piosenki Eurowizji, poza tym nagrał i wydał piosenkę „Sierdce bjotsia” w duecie ze Switłaną Łobodą i otrzymał Europejską Nagrodę Muzyczną MTV dla najlepszego ukraińskiego wykonawcy.

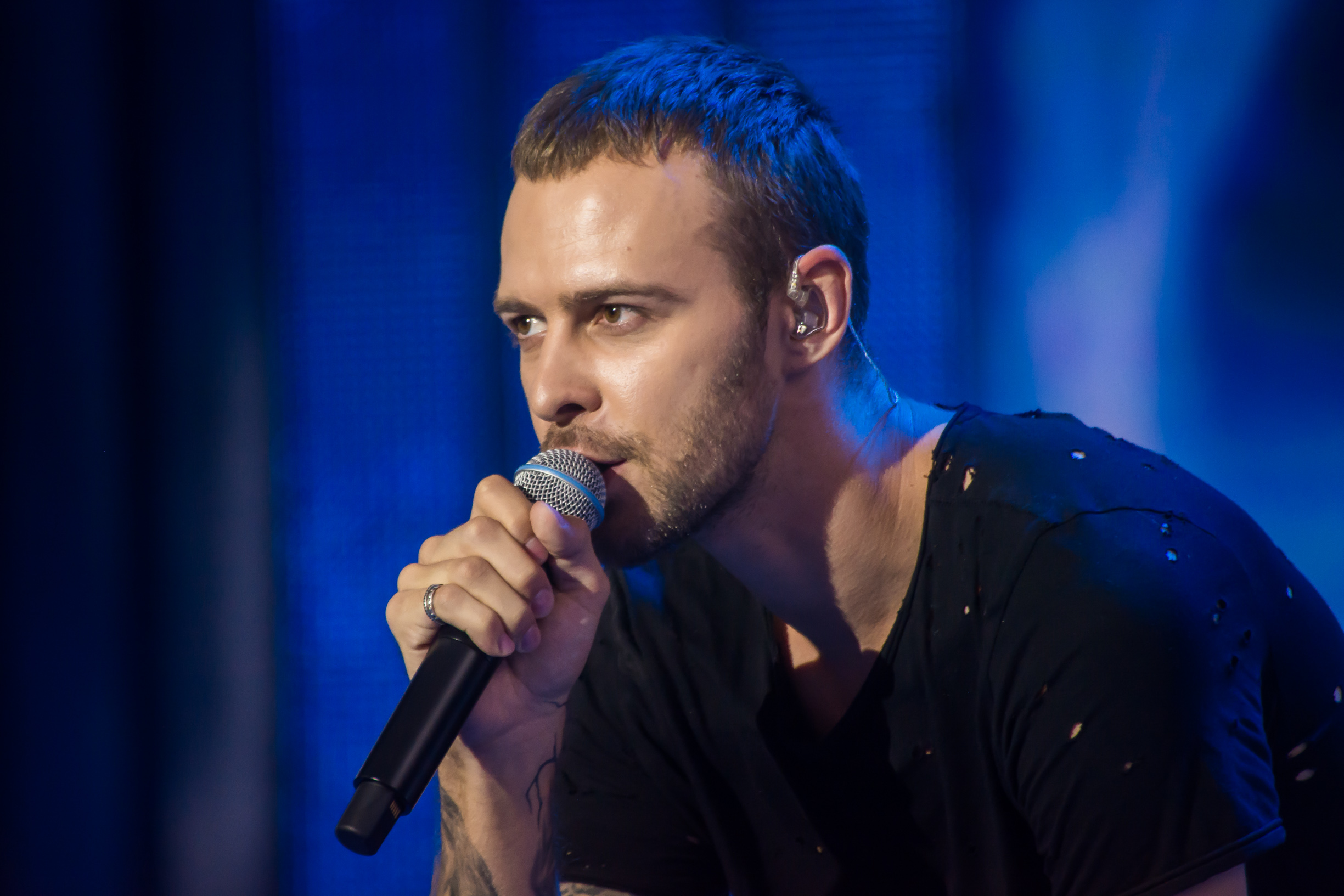
Barskych (2016)

W 2012 wydał album pt. Z.Dance. Płytę promował singlem „Dance”, z którym zajął drugie miejsce w krajowych eliminacjach do 57. Konkursu Piosenki Eurowizji. W 2013 wydał piosenkę „Ja boleju toboj / I Wanna Run” (wykorzystaną jako motyw przewodni kampanii reklamowej marki Pepsi) oraz nawiązał współpracę z DJ Antoine’em, śpiewając gościnnie w utworze „Like a Hurricane” z jego płyty pt. Sky Is the Limit. W 2014 wydał album pt. Po Friejdu. W 2015 wydał, pod pseudonimem Mickolai, anglojęzyczny minialbum z pięcioma piosenkami, a także odebrał nagrodę dla najlepszego piosenkarza na gali M1 Music Awards.
W 2016 wydał album pt. Tumany, który promował tytułową piosenką i singlami: „Choczu tancewat”, „Podruga – nocz”, „Zajmiomsia lubowju”, „Poslednij letnij dien” (wydany też w anglojęzycznej wersji jako „Last Day of Summer”) i „Niewiernaja”. W 2017 premierę miała napisana przez niego piosenka „I Love You”, z którą Tayanna zajęła drugie miejsce w finale krajowych selekcji do 62. Konkursu Piosenki Eurowizji, oprócz tego nakręcił teledyski do singli: „Moja lubow” i „Fiewral” (w którym zagrał ze swoim ojcem), a pod koniec roku odebrał dwie nagrody na gali M1 Music Awards – dla najlepszego piosenkarza i za hit roku („Tumany”).

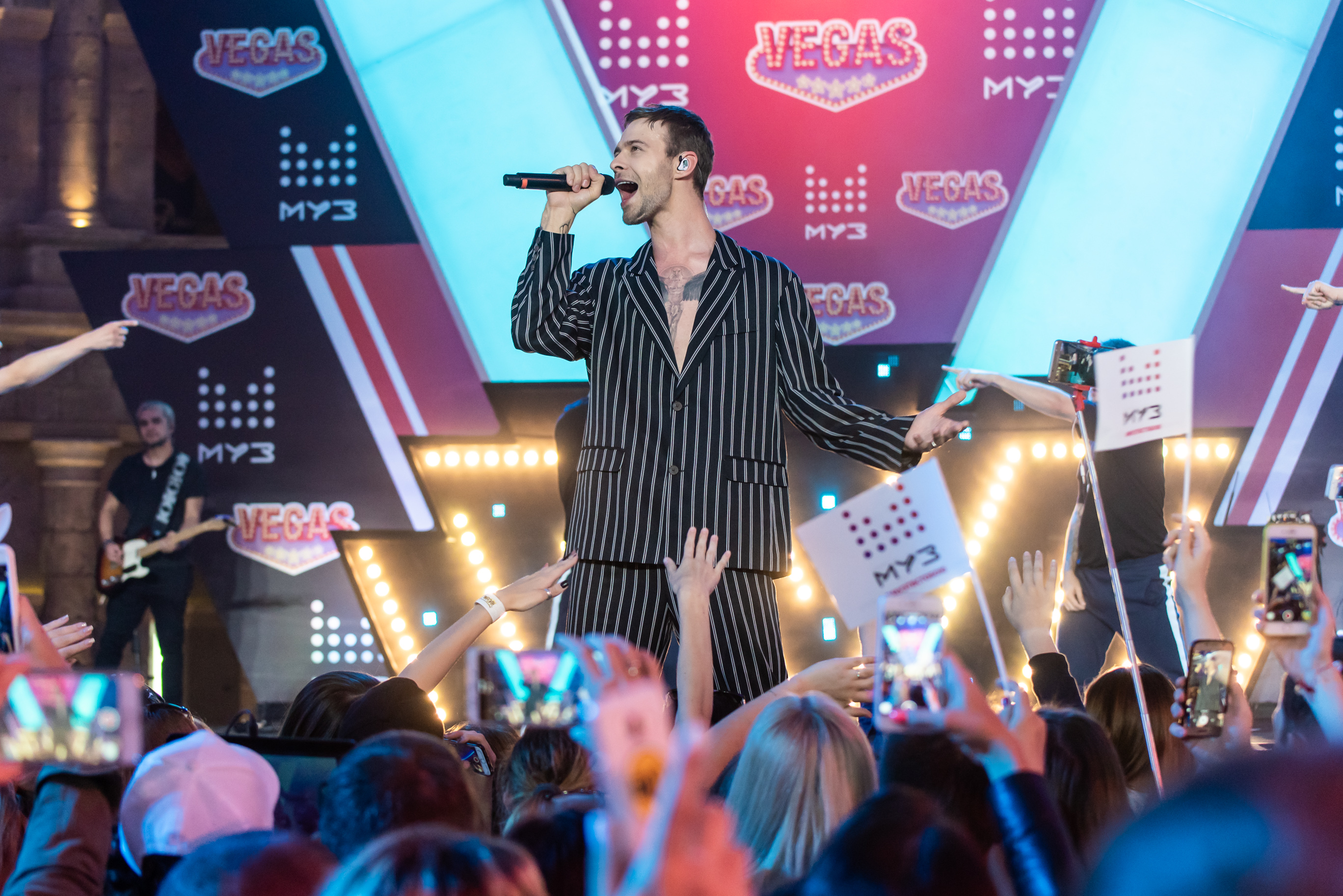
Barskych podczas występu w Strefie dla Dzieci MUZ-TV w Moskwie (2018)

W 2018 na kanale M1 Music premierę miał film dokumentalny pt. Tumanomania, będąca zapisem przygotowań do jego trasy koncertowej, a także wydał teledyski do singli: „Sdielaj gromcze” i „Bierega”. Obie piosenki umieścił na albumie pt. 7, który wydał 8 lutego 2019 wraz z nagraniem swojego koncertu Siem w Kijowie. W tym samym miesiącu premierę miał film Seks i niczego licznogo, do którego napisał utwór „Polurazdieta”. 14 listopada 2021 odebrał Europejską Nagrodę Muzyczną MTV dla najlepszego rosyjskiego wykonawcy.
Po inwazji Rosji na Ukrainę w 2022 zrezygnował z występowania w Rosji i zabronił publikowania jego piosenek w Rosji, a jego teledyski na YouTube oznaczone są banerem informującym o trwającym konflikcie zbrojnym. Poza tym krytycznie wypowiadał się o działaniach rosyjskiej armii, zaangażował się w zbiórkę pieniędzy na wsparcie obywateli, a dochód ze sprzedaży kolekcji NFT przekazał na cele dobroczynne. Zaciągnął się także do Sił Zbrojnych Ukrainy, w której odbył dwutygodniowe szkolenie wojskowe. Nie przerwał kariery muzycznej, m.in. ruszył w światową trasę koncertową pod hasłem Bestseller po Europie Zachodniej i USA, a część zysku z każdego koncertu postanowił przekazywać na wsparcie finansowej Sił Zbrojnych Ukrainy. Od 2022 nagrywa piosenki w języku ukraińskim, wydał utwory: „Czekaj mene”, „Ukraina”, „Bude wiesna”, „Mamo, nie płacz” i „Znajti sebe” oraz duety z Daszą Suworową („Doci lublu”) i Etolubow („Rituju”). Wrócił także do nagrywania piosenek w języku angielskim, wydał m.in. utwory: „Don’t Fuck with Ukraine”, „Before You Say Goodbye” i „5 Missing Calls”. W sierpniu 2023 wydał ukraińskojęzyczne wersje swoich przebojów – „Tumany” i „Berehy”, który zapowiedział album pt. Zorepad wydany w następnym miesiącu.

## Życie prywatne
W latach nastoletnich był związany z Miszą Romanową, wokalistką zespołu Wia Gra.

## Dyskografia
- 1:Max Barskih (2009)
- Z.Dance (2012)
- Po Friejdu (2014)
- Tumany (2016)
- 7 (2019)